# Avrankou
Avrankou  ist eine Stadt, ein Arrondissement und eine 150 km² große Kommune in Benin. Sie liegt im Département Ouémé.

## Demografie und Verwaltung
Das Arrondissement Avrankou hatte bei der Volkszählung im Mai 2013 eine Bevölkerung von 20.326 Einwohnern, davon waren 9912 männlich und 10.414 weiblich. Die gleichnamige Kommune zählte zum selben Zeitpunkt 128.050 Einwohner, davon 62.298 männlich und 65.752 weiblich.
Die sechs weiteren Arrondissements der Kommune sind Atchoukpa, Djomon, Gbozounmè, Kouty, Ouanho und Sado. Kumuliert umfassen alle sieben Arrondissements 59 Dörfer.

## Persönlichkeiten
- Marcel Honorat Léon Agboton (1941–2023), römisch-katholischer Geistlicher, Erzbischof von Cotonou
- Pascaline Adjimon Adanhouegbe (* 1995), Leichtathletin